# Краковское восстание (1923)
Краковское восстание (пол. Powstanie krakowskie) — вооружённое выступление рабочих Кракова 6 ноября 1923 года. Одно из крупнейших вооружённых выступлений в довоенной Польше.

## История
Восстание было вызвано политическим и экономическим кризисом, в котором находилась Польша. Безработица, гиперинфляция, снижение уровня жизни и нарушение прав вызывали недовольство огромных масс населения. 13 октября 1923 г. произошел взрыв на складе боеприпасов Варшавского гарнизона, организованный советским подпольем, и полиция воспользовалась этим для начала арестов революционеров-коммунистов и всех недовольных. 22 октября началась всеобщая забастовка железнодорожников.
Для борьбы с появившимися на этой почве беспорядками, 31 октября правительство Польши издало указ о введении чрезвычайного положения и создании военно-полевых судов. Ответом на эти действия правительства стала всеобщая политическая забастовка начавшаяся 5 ноября.
Власти Кракова запретили проведение митинга, намеченного на 6 ноября у Рабочего дома, а в город были введены дополнительные полицейские подразделения из Кельце и Люблина и войска из Познани. Рабочие не подчинились запрету и вышли на улицы и, хотя войска отказались выполнять приказ открыть огонь по рабочим, в стычках с полицией было применено оружие, в результате убито 2 человека.

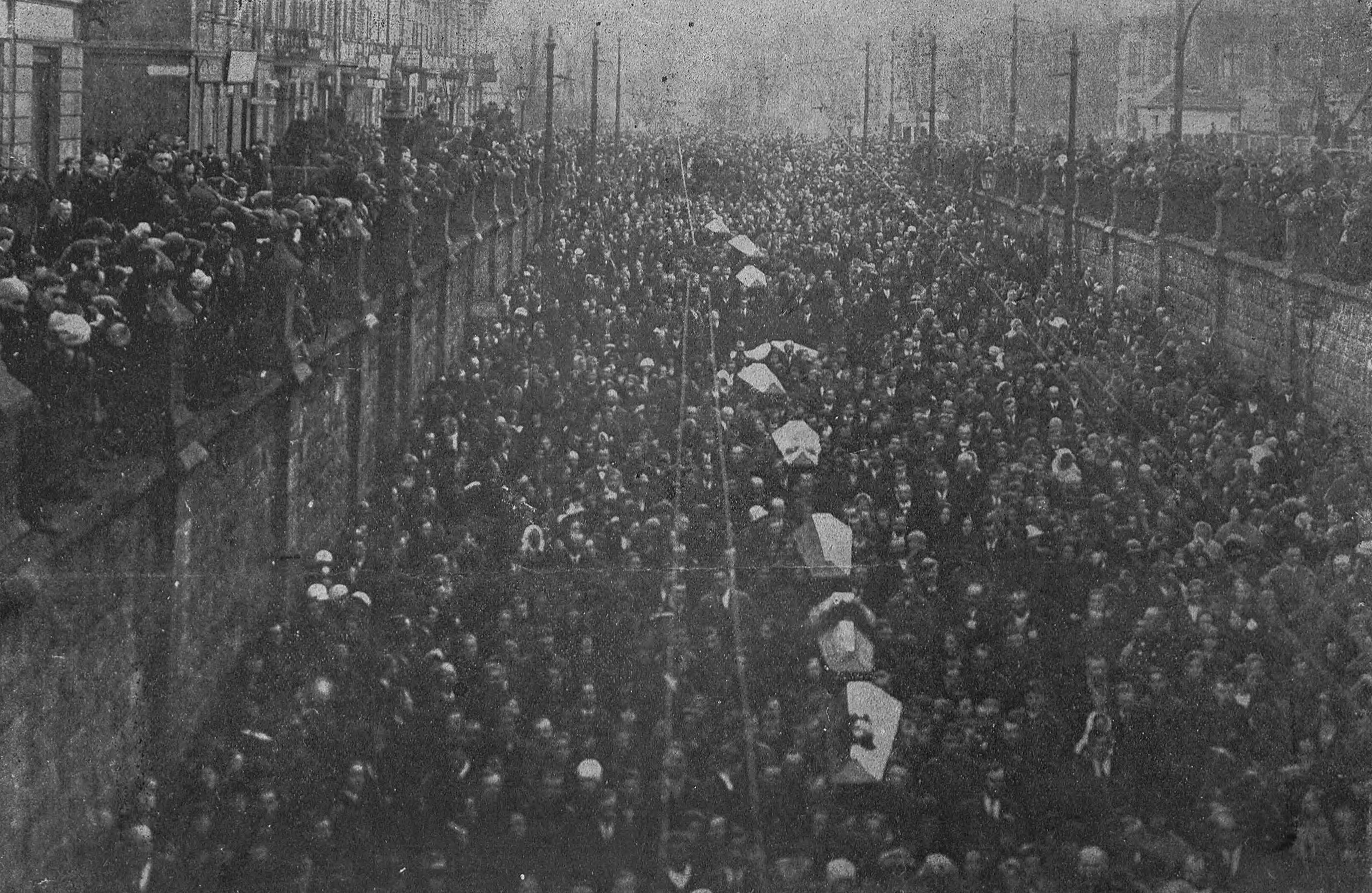
Похороны погибших рабочих

Началось вооружённое восстание. Разоружив 2 пехотные роты солдат, рабочие оттеснили полицию и соорудили баррикады. Отбив атаки трёх эскадронов улан 8-го уланского полка, восставшим удалось захватить броневик «Гарфорд-Путилов». К вечеру 6 ноября весь рабочий район города оказался в руках восставших. В тот же день начались уличные бои с полицией и войсками в г. Борислав — убито 3 и ранено 9 человек. Однако уже вечером было заключено соглашение руководителей повстанцев с войсками о прекращении вооруженной борьбы.
7 ноября прошло разоружение повстанцев по соглашению руководства Польской социалистической партией с правительством. Во время восстания со стороны повстанцев убито 18 рабочих, несколько десятков ранено, со стороны армии и полиции — 14 убитых и примерно 130 раненых.
8 ноября была прекращена всеобщая политическая забастовка — правительство пообещало рассмотреть экономические требования трудящихся, однако следом за этим начались репрессии против участников восстания.

## Интересные факты
- Свидетелем этих событий был польский футурист Бруно Ясенский, ставший, под их влиянием, коммунистом:

…остатки не преодолённого мелкобуржуазного идеализма, как узкие, не по ноге башмаки, мешали сделать мне решительный шаг. Освобождение пришло извне, в виде неожиданного потрясения. Потрясением этим было кровавое восстание 1923 года. Захват Кракова вооружёнными рабочими, разгром полка улан, вызванных для усмирения восставших, отказ пехотных частей стрелять в рабочих, братание солдат с восставшими и передача им оружия — все эти стремительные происшествия, изобилующие героическими эпизодами уличной борьбы, казались мне прологом величайших событий. Двадцать четыре часа, прожитых в городе, очищенном от полиции и войск, потрясли до основ мой не перестроенный ещё до конца мир. Когда на следующий день, благодаря предательству социал-демократических лидеров, рабочие были обезоружены и восстание ликвидировано, я отчётливо понимал, что борьба не кончилась, а начинается борьба длительная и жестокая разоружённых с вооружёнными, и что моё место в рядах побеждённых сегодня… В следующем году я работал уже литературным редактором легальной ещё в то время коммунистической газеты „Рабочая трибуна“ во Львове и, переводя для неё многочисленные статьи Ленина, впервые принялся изучать законы, руководящие развитием капиталистического общества, теорию и практику классовой борьбы… Стихотворные памфлеты, которые я печатал в „Рабочей трибуне“ после того как по ним прошёлся красный карандаш цензуры, появлялись на свет в виде безукоризненно белых пятен, снабжённых только заголовком и подписью…
- Участником восстания был Леопольд Треппер, позднее ставший советским разведчиком и руководителем «Красной капеллы».